# Ptilothrix corrientium
Ptilothrix corrientium är en biart som beskrevs av Embrik Strand 1910. Ptilothrix corrientium ingår i släktet Ptilothrix och familjen långtungebin. Inga underarter finns listade i Catalogue of Life.